# 沿阶草
沿阶草（学名：Ophiopogon bodinieri）为百合科沿阶草属下的一个种。

## 扩展阅读
維基物種上的相關：沿阶草